# Памятник воинам-землякам (Олёкминск)
«Памятник воинам-землякам, погибшим в годы Великой Отечественной войны (1941—1945)» — мемориальный памятник, посвящённый памяти воинов погибших в годы Великой Отечественной войны в городе Олёкминск, Олёкминского улуса, Республики Саха (Якутия). Памятник истории регионального значения.

## Общая информация
После завершения Великой Отечественной войны в городах и сёлах республики Якутия стали активно возводить первые памятники и мемориалы, посвящённые павшим солдатам. Памятник в городе Олёкминске был возведён в 1973 году по проекту скульптора С. А. Егорова и архитектора И. А. Слепцова. Установлен в центральной части города, ныне на улице 50 лет Победы.

## История
Олекминским объединенным военкоматом, в который входили Ленский, Олекминский и Токкинский районы, в годы Великой Отечественной войны были призваны на фронт защищать отечество 6067 человек, из них домой вернулись 3940 человек, 2127 человека погибли и пропали без вести на полях сражений.

## Описание памятника
Прямоугольно-продолговатая форма площади памятника вымощена красной плиткой и огорожена оградой из металла с орнаментов в виде красных звёзд и красно-желтыми металлическими полосами. Вход на территория к памятнику осуществляется со стороны улицы Зорина, через ворота или калитку. Клумба с цевтами размещена по центру площади на всю её длину. Памятник представляет собой мемориальный комплекс, состоящий из обелиска, стелы с изображением барельефа проводов солдат, вечного огня в виде пятиконечной красной звезды и 11 пилонов с фамилиями воинов-земляков павших на войне, здесь же с левой стороны от обелиска установлена бетонная трибуна, на переднем фасаде которой изображена пятиконечная красная звезда и георгиевская лента.
Обелиск выполнен в виде заостренного наконечника копья, покрашен в серый цвет и взмывается в высоту на 10 метров. В нижней части скульптура копье имеет квадратную форму. В средней части скульптуры по кругу размещены цифры «1941, 1942, 1943, 1944, 1945», символизирующие годы Великой Отечественной войны. Бетонная плита-стела на которой изображены барельефы трёх солдат в касках и провожающих на войну лица трёх женщин: матери, супруги и юной невесты, имеет высоту 2,37 метра, длину 12,43 метра. В центре площади размещён вечный огонь, который выполнен в виде пятиконечной звезды окрашенной в красный цвет и установленной на белый постамент. 11 бетонных пилонов с прикрепленными мемориальными табличками установлены пов сей длине площади. На одной из табличек нанесена надпись «Погибшим героям в Великой Отечественной войне 1941—1945 гг. ВЕЧНАЯ ПАМЯТЬ», на других табличках указаны имена воинов-земляков, павших на войне. Бетонные клумбы с цветами расрлоились между пилонами. С северной стороны площади в честь 50-летия Победы в Великой Отечественной войне установлен тюсюлгэ из 4 якутских национальных деревянных сэргэ, соединенных между собой широкими деревянными досками, на которых со стороны улицы имеется вырезанные цифры «1945-1995».
В 2010 году площадь была реконструирована, мемориальный объект отремонтирован.
В соответствии с Постановлением Совета министров Якутской АССР «О состоянии и мерах по улучшению охраны памятников истории и культуры Якутской АССР» от 31 декабря 1976 года, памятник внесён в реестр объектов культурного наследия народов Российской Федерации регионального значения и охраняется государством.